# 𨧀
𨧀，是一種人工合成的化學元素，其化學符號为Db，原子序數为105。𨧀是一種極具放射性的超重元素及錒系後元素，其最穩定的已知同位素𨧀-268的半衰期約為16小時，这也是原子序大於101（鍆）的元素中最长寿的同位素。𨧀不出現在自然界中，只能在實驗室內以粒子加速器少量合成。其英文名源自位於俄羅斯的小鎮杜布納（Dubna），也是𨧀最早被合成出的地方。
在元素週期表中，𨧀是一個位於d區塊的過渡金屬，為第7週期、第5族的成員。目前人們對𨧀的化學特性所知不多，但化學實驗已証實了𨧀具有比鉭更重的同族元素應有的屬性。
在1960年代，蘇聯和美國加州的實驗室製造了微量的𨧀元素。兩國未能確定彼此的發現次序，因此雙方科學家對其命名發生了爭論，直到1997年國際純粹與應用化學聯合會（IUPAC）確認了蘇聯的實驗室最早合成該元素，並為雙方妥協而取名為Dubnium。

## 概论

### 超重元素的合成
超重元素的原子核是在两个不同大小的原子核的聚变中产生的。粗略地说，两个原子核的质量之差越大，两者就越有可能发生反应。由较重原子核组成的物质会作為靶子，被较轻原子核的粒子束轰击。两个原子核只能在距离足够近的时候，才能聚变成一个原子核。原子核都带正电荷，会因为静电排斥力而相互排斥，所以只有两个原子核的距离足够短时，强核力才能克服这个排斥力并发生聚变。粒子束因此被粒子加速器大大加速，以使这种排斥力与粒子束的速度相比变得微不足道。施加到粒子束上以加速它们的能量可以使它们的速度达到光速的十分之一。但是，如果施加太多能量，粒子束可能会分崩离析。
不过，只是靠得足够近不足以使两个原子核聚变：当两个原子核逼近彼此时，它们通常会融為一體约10−20秒，之後再分開（分開後的原子核不需要和先前相撞的原子核相同），而非形成单一的原子核。这是因为在尝试形成单个原子核的过程中，静电排斥力会撕开正在形成的原子核。每一对目标和粒子束的特征在于其截面，即两个原子核彼此接近时发生聚变的概率。这种聚变是量子效应的结果，其中原子核可通过量子穿隧效應克服静电排斥力。如果两个原子核可以在该阶段之后保持靠近，则多个核相互作用会导致能量的重新分配和平衡。
两个原子核聚变产生的原子核处于非常不稳定，被称为复合原子核的激发态。复合原子核为了达到更稳定的状态，可能会直接裂变，或是放出一些中子来带走激发能量。如果激发能量太小，无法放出中子，复合原子核就会放出γ射线来带走激发能量。这个过程会在原子核碰撞后的10−16秒发生，并创造出更稳定的原子核。原子核只有在10−14秒内不衰变，IUPAC/IUPAP联合工作小组才会认为它是化学元素。这个值大约是原子核得到它的外层电子，显示其化学性质所需的时间。

### 衰变和探测
粒子束穿过目标后，会到达下一个腔室——分离室。如果反应产生了新的原子核，它就会存在于这个粒子束中。在分离室中，新的原子核会从其它核素（原本的粒子束和其它反应产物）中分离，到达半导体探测器后停止。这时标记撞击探测器的确切位置、能量和到达时间。这个转移需要10−6秒的时间，因此原子核需要存在这么长的时间才能被检测到。若衰变發生，衰變的原子核被再次记录，并测量位置、衰变能量和衰变时间。
原子核的稳定性源自于强核力，但强核力的作用距离很短，随着原子核越来越大，强核力对最外层的核子（质子和中子）的影响减弱。同时，原子核会被质子之间，范围不受限制的静电排斥力撕裂。强核力提供的核结合能以线性增长，而静电排斥力则以原子序数的平方增长。后者增长更快，对重元素和超重元素而言变得越来越重要。超重元素理论预测及实际观测到的主要衰变方式，即α衰变和自发裂变都是这种排斥引起的。几乎所有会α衰变的核素都有超过210个核子，而主要通过自发裂变衰变的最轻核素有238个核子。有限位势垒在这两种衰变方式中抑制了原子核衰变，但原子核可以隧穿这个势垒，发生衰变。
放射性衰变中常产生α粒子是因为α粒子中的核子平均质量足够小，足以使α粒子有多余能量离开原子核。自发裂变则是由静电排斥力将原子核撕裂而致，会产生各种不同的产物。随着原子序数增加，自发裂变迅速变得重要：自发裂变的部分半衰期从92号元素铀到102号元素锘下降了23个数量级，从90号元素钍到100号元素镄下降了30个数量级。早期的液滴模型因此表明有约280个核子的原子核的裂变势垒会消失，因此自发裂变会立即发生。之后的核壳层模型表明有大约300个核子的原子核将形成一个稳定岛，其中的原子核不易发生自发裂变，而是会发生半衰期更长的α衰变。随后的研究发现预测存在的稳定岛可能比原先预期的更远，还发现长寿命锕系元素和稳定岛之间的原子核发生变形，获得额外的稳定性。对较轻的超重核素以及那些更接近稳定岛的核素的实验发现它们比先前预期的更难发生自发裂变，表明核壳层效应变得重要。
α衰变由发射出去的α粒子记录，在原子核衰变之前就能确定衰变产物。如果α衰变或连续的α衰变产生了已知的原子核，则可以很容易地确定反应的原始产物。因为连续的α衰变都会在同一个地方发生，所以通过确定衰变发生的位置，可以确定衰变彼此相关。已知的原子核可以通过它经历的衰变的特定特征来识别，例如衰变能量（或更具体地说，发射粒子的动能）。然而，自发裂变会产生各种分裂产物，因此无法从其分裂产物确定原始核素。

## 歷史

### 發現
位於杜布納的聯合核研究所（當時在前蘇聯內）在1968年首次報告發現𨧀元素。研究人員以氖-22離子撞擊鋂-243目標。他們報告了能量為9.40 MeV和9.70 MeV的α活動，並認為這些活動指向同位素260Db或261Db：
243
95Am
 + 22
10Ne
 → 265−x
105Db
 + x 
n

兩年後，杜布納的團隊把產物與NbCl5反應後，對所得的氯化物使用溫度梯度色譜法分離了兩項反應產物。團隊在揮發性氯化物中，辨認出一次2.2秒長的自發裂變活動，有可能來自五氯化𨧀-261（261DbCl5）。
同年，在柏克萊加州大學，由阿伯特·吉奧索領導的團隊以氮-15離子撞擊鉲-249，肯定性地合成了𨧀-260。𨧀-260的所測得之α衰變半衰期為1.6秒，衰變能量為9.10 MeV，子衰變產物為鐒-256：
249
98Cf
 + 15
7N
 → 260
105Db
 + 4 
n

由柏克萊加州大學科學家們得出的結果並沒有證實蘇聯科學家們的研究指出，𨧀-260的衰變能量為9.40 MeV或9.70 MeV的結論。因此餘下𨧀-261為可能成功合成的同位素。在1971年，杜布納的團隊利用改善了的試驗設備重復了他們的實驗，並得以証實𨧀-260的衰變數據，所用反應如下：
243
95Am
 + 22
10Ne
 → 260
105Db
 + 5 
n

1976年，杜佈納的團隊繼續用溫度梯度色譜法研究這條反應，並辨認出產物五溴化𨧀-260（260DbBr5）。
1992年，IUPAC/IUPAP鐨後元素工作小組評估了兩個團隊的報告，並決定雙方的研究成果同時證實對𨧀元素的成功合成，因此雙方應共同享有發現者的稱譽。

### 命名爭議
蘇聯團隊建議名稱Nielsbohrium（Ns），以紀念丹麥核物理學家尼爾斯·玻爾。美國團隊則提出把新元素命名為Hahnium（Ha），以紀念德國化學家奧托·哈恩。因此，Hahnium一名在美洲及西歐廣為科學家們所用，並出現於許多當時的文獻中；而Nielsbohrium用於前蘇聯和東方集團國家。
兩個團隊就此對元素的命名產生了爭議。國際純粹與應用化學聯合會（IUPAC）就採用了臨時的系統命名Unnilpentium（Unp）。為了解決爭議，IUPAC於1994年提出名稱Joliotium（Jl，鐈），紀念法國物理學家弗雷德里克·約里奧-居里。此名原先由蘇聯團隊提議為元素102的名稱，而該元素最後名為鍩（Nobelium）。雙方仍在元素104至106的命名問題上達不到共識。
鑒於國際上对104至107號元素名均存在較大分歧，全國科學技術名詞化學名詞審定委員會根據1997年8月27日IUPAC正式對101至109號元素的重新英文定名，於1998年7月8日重新审定、公佈101至109號元素的中文命名，其中105號元素中文名在《無機化學命名原則》(1980)中曾定为（hǎn，繁体为），現根據IUPAC決定的英文名Dubnium（Db），改定为「𨧀」（音同「杜」）。名稱源自為獲得該元素作過重要貢獻的前蘇聯杜布納聯合核子研究所的所在地俄羅斯小鎮杜布納。
IUPAC表示，位於柏克萊的實驗室已經在多個元素的名稱中得到了承認（如錇、鉲、鋂），且元素104和106已命名為鑪（以盧瑟福命名）和𨭎（以西博格命名），因此應在元素105的命名上承認俄羅斯團隊對發現元素104、105及106所作出的貢獻。

## 化學特性

### 推算的屬性
在元素週期表中，元素105預測為6d系中第二個過渡金屬，以及為5族最重的元素，位於釩、鈮、鉭之下。因為𨧀直接位於鉭以下，所以也能稱為eka-鉭。5族元素有著明顯的+5氧化態，而該特性在重5族元素中更為穩定。因此𨧀預計會形成穩定的+5態。較重的5族元素也具有+4和+3態，所以𨧀也有可能形成這些具還原性的氧化態。
從鈮和鉭的化學特性推算，𨧀會與氧反應形成惰性的五氧化物Db2O5。在鹼性環境中，預計會形成鄰𨧀配合物DbO3−
4。與鹵素反應後，應形成五鹵化物DbX5。鈮和鉭的五鹵化物呈揮發性固態或呈氣態的三角雙錐形單體分子。因此，DbCl5預計將會是一種揮發性固體。同樣，DbF5揮發性將更強。其鹵化物經水解後，即形成鹵氧化物MOX3。因此𨧀的鹵化物DbX5應會和水反應形成DbOX3。根據已知較輕的5族元素與氟離子的反應，預計𨧀在和氟離子反應後會形成一系列氟配合物。其中五氟化物和氟化氫反應後會形成六氟𨧀酸離子DbF−
6。若氟化物過剩，則會形成DbF2−
7和DbOF2−
5。如果𨧀的特性是鉭的延續，則更高的氟化物濃度會產生DbF3−
8，因為NbF3−
8目前是未知的。

### 實驗化學
通過氣態熱色譜法，對𨧀的化學特性的研究已進行了幾年的時間。這些實驗研究了鈮、鉭和𨧀放射性同位素的相對吸收屬性。結果產生了典型的5族鹵化物及鹵氧化物：DbCl5、DbBr5、DbOCl3及DbOBr3。這些初期實驗的報告通常稱𨧀為Hahnium（中文對應譯為）。
| 公式   | 名稱     |
| ------ | -------- |
| DbCl5  | 五氯化𨧀 |
| DbBr5  | 五溴化𨧀 |
| DbOCl3 | 氯氧化𨧀 |
| DbOBr3 | 溴氧化𨧀 |

## 同位素
如同其他高原子序的超重元素，𨧀的所有同位素都具有高度放射性，半衰期很短，非常不穩定。目前已知壽命最長的同位素為𨧀-268，半衰期約為16小時，這也是原子序大於101（鍆）的元素中最长寿的同位素，但這種同位素難以被製成。杜布納聯合原子核研究所於2012年的計算顯示，預計𨧀所有同位素的最長半衰期不會顯著超過一天。

## 外部連結
- 元素𨧀在洛斯阿拉莫斯国家实验室的介紹（英文）
- —— 𨧀（英文）
- 元素𨧀在The Periodic Table of Videos（諾丁漢大學）的介紹（英文）
- 元素𨧀在Peter van der Krogt elements site的介紹（英文）
- WebElements.com – 𨧀（英文）